# Marie-France Botte
Marie-France Botte (1962) is een Belgische sociaal assistent die opkomt voor kinderrechten. Ze werd bekend door de zaak-Dutroux en door haar strijd tegen kindersekstoerisme in Thailand. 
Botte kwam  opnieuw in de media nadat bleek dat ze RTBF-journalist Pierre Swennen valselijk had beschuldigd als pedofiel. Ze werd hiervoor veroordeeld in 2009.

## Erkentelijkheden
- In 1991 werd ze verkozen door Elle als 'Vrouw van het jaar'.
- In 1994 werd ze geëerd als 'Outstanding Young Persons of the World'.[2]
- In 1996 werd ze in de adelstand opgenomen met de titel barones, maar dit ging niet door, omdat ze de 'open brieven' niet lichtte die deze benoeming moesten bevestigen.